# Raqqada
Raqqada is een stad gelegen in Tunesië op minder dan 10 km ten zuiden van de stad Kairouan.

## Geschiedenis
In 876 verplaatste emir Ibrahim II ibn Ahmad van de Aghlabiden zijn hoofdstad van Kairouan naar Raqqada, op zoek naar een rustiger plaats. Wat later, in 909, veroverden de Fatimiden het rijk van de Aghlabiden. Ubayd Allah al-Mahdi, de eerste kalief van de Fatimiden, hield niet van de plaats en veranderde de hoofdplaats naar Mahdia, aan zee in 921.
Na 1960 werd een presidentieel paleis gebouwd op een terrein van twintig hectare, waarvan sommige overblijfselen nog steeds zichtbaar zijn. Het herbergt sinds 1986 het Nationaal Museum voor Islamitische Kunst Raqqada.